# Bhesa
Bhesa é um género botânico pertencente à família Centroplacaceae.

## Espécies
- Bhesa ceylanica
- Bhesa nitidissima
- Bhesa paniculata
- Bhesa robusta
- Bhesa sinica